# Androclida
Androclida o Androclide (in greco antico: Ἀνδροκλείδας o Ἀνδροκλείδης?; Tebe, V secolo a.C. – Atene, 380 a.C.) è stato un politico greco antico.

## Biografia
Nel 395 a.C., su istigazione di Timocrate, inviato del satrapo persiano Farnabazo, Androclida portò Tebe a dichiarare guerra a Sparta, in modo da costringere il re di Sparta Agesilao a ritirarsi dall'Asia Minore.
Nel 382 a.C. è menzionato, assieme ad Ismenia, come uno dei principali oppositori del generale spartano Febida, che aveva preso la Cadmea.
Esiliato dal regime instauratosi dopo questo colpo di Stato, andò a vivere ad Atene, dove fu ucciso due anni dopo da dei sicari mandati dagli oligarchi tebani.